# Parque Nacional Serra da Capivara
O Parque Nacional Serra da Capivara é uma unidade de conservação brasileira de proteção integral à natureza que ocupa parte dos municípios de São Raimundo Nonato, João Costa, Brejo do Piauí e Coronel José Dias, todos localizados no estado do Piauí. Esta área tem a maior e mais antiga concentração de sítios pré-históricos da América. Estudos científicos confirmam que a cadeia montanhosa de Capivara era densamente povoada na era pré-colombiana.
O parque foi criado através do decreto de nº 83.548, emitido pela Presidência da República em 5 de junho de 1979, com a finalidade de proteger um dos mais importantes exemplares do patrimônio pré-histórico do país. Originalmente com 100 764,19 hectares, a proteção do Parque foi ampliada pelo decreto de nº 99.143 de 12 de março de 1990 com a criação de Áreas de Preservação Permanentes de 35 000 hectares. A administração da unidade está a cargo do Instituto Chico Mendes de Conservação da Biodiversidade
O Parque é um local de conservação arqueológica com uma grande riqueza de vestígios que se conservaram durante milênios. O patrimônio cultural e os ecossistemas locais estão intimamente ligados, pois a conservação do primeiro depende do equilíbrio desses ecossistemas. O equilíbrio entre os recursos naturais é o condicionante na conservação dos recursos culturais e foi o que orientou o zoneamento, a gestão e o uso do Parque pelo poder público.
É um local com vários atrativos, monumental museu a céu aberto, entre belíssimas formações rochosas, onde encontram sítios arqueológicos e paleontológicos espetaculares, que testemunham a presença de humanos e animais pré-históricos. O parque nacional foi criado graças, em grande parte, ao trabalho da arqueóloga Niède Guidon, que, até seu falecimento em junho de 2025, atuava como Presidente Emérita da Fundação Museu do Homem Americano, instituição responsável pelo manejo do parque. Pelo seu valor histórico e cultural, o parque foi declarado pela UNESCO, em 1991, Patrimônio Cultural da Humanidade, bem como consta, desde 1993, no Livro de Tombo Arqueológico, Etnográfico e Paisagístico, do Instituto do Patrimônio Histórico e Artístico Nacional.

## Sítios arqueológicos
Área de maior concentração de sítios pré-históricos do continente americano e Patrimônio Cultural da Humanidade - UNESCO, além de contar com os mais antigos exemplares de arte rupestre do continente. Contém a maior quantidade de pinturas rupestres do mundo. Estudos científicos confirmam que a Serra da Capivara foi densamente povoada em períodos pré–históricos. Os artefatos encontrados apresentam vestígios do homem que podem ter 50.000 anos, os mais antigos registros na América.

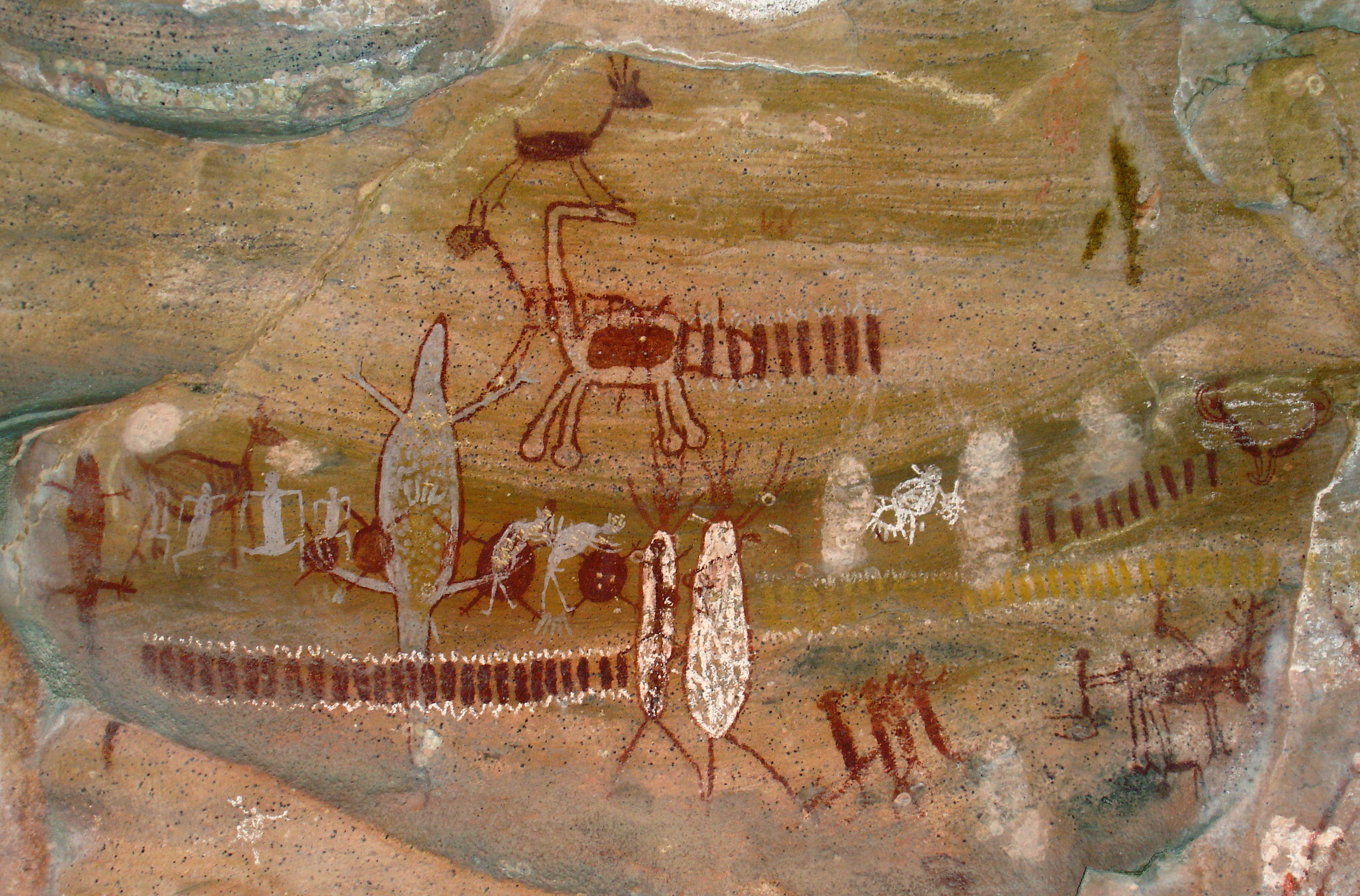
Um exemplo das pinturas rupestres que podem ser encontradas no parque.

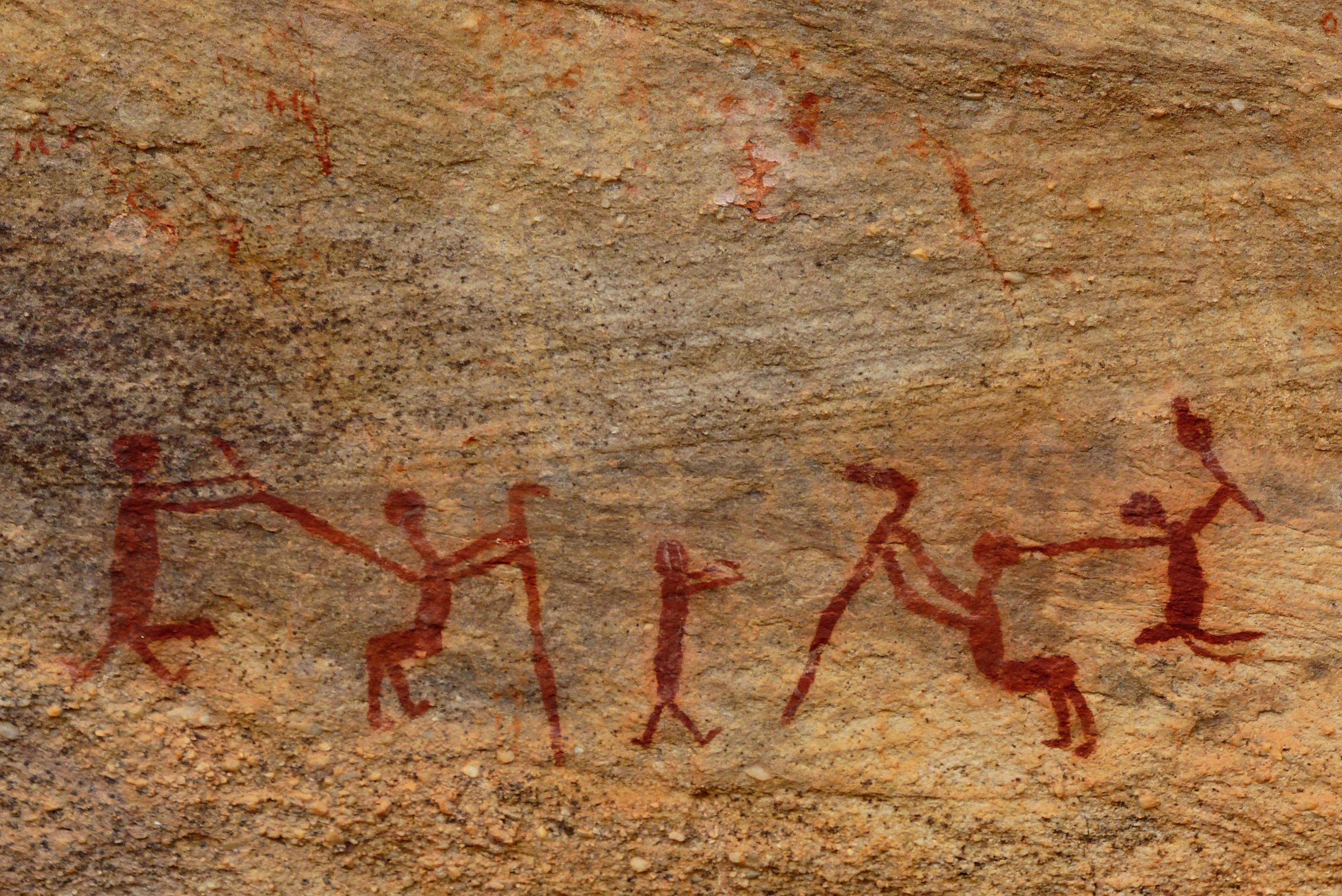
Representação da prática de punições.

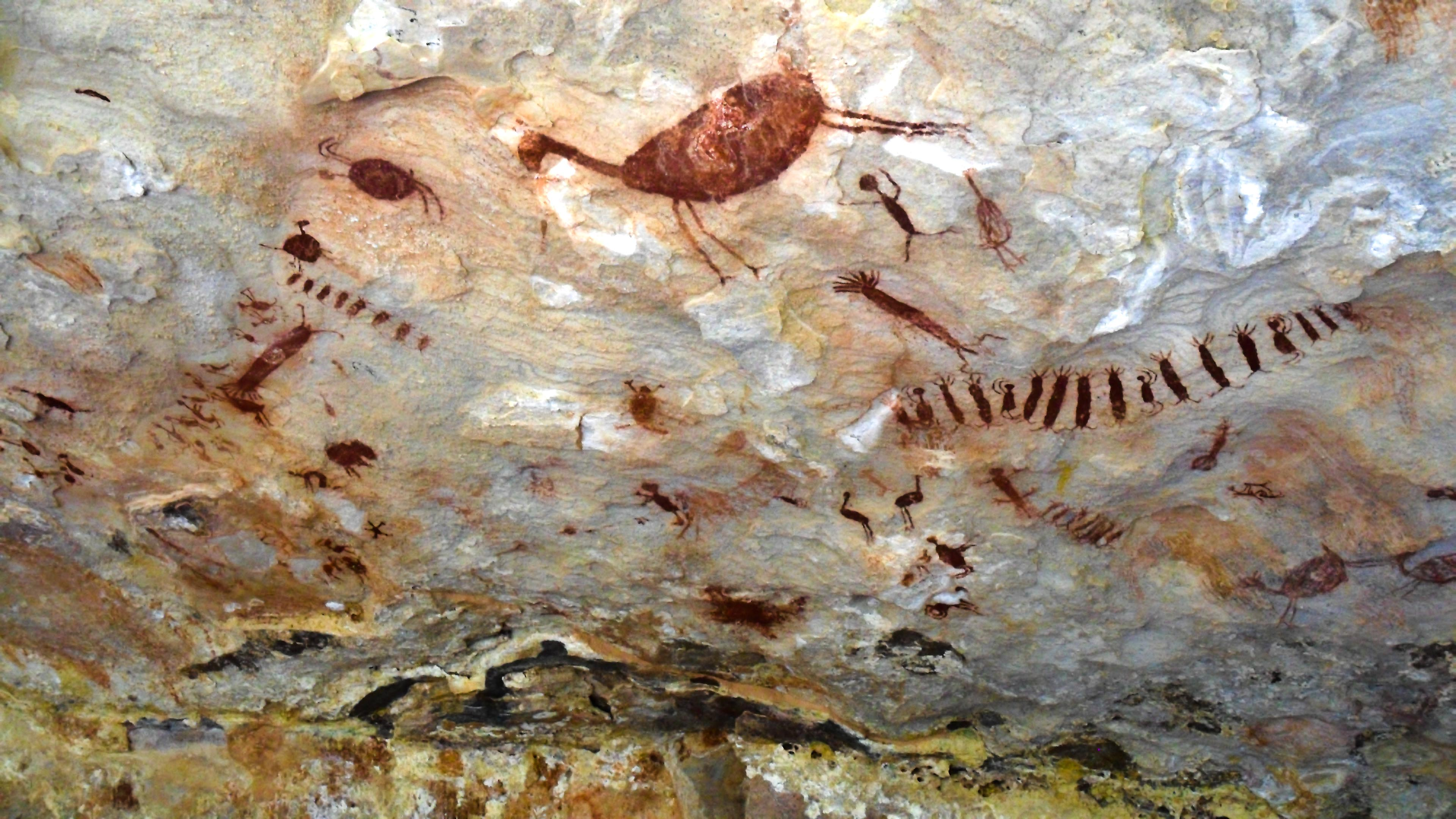
Sítio Arqueológico Baixão da Vaca.

O Parque Nacional Serra da Capivara se localiza no Estado do Piauí, ao Sudeste do Estado. Existem atualmente cerca de 400 sítios arqueológicos catalogados onde foram encontrados artefatos líticos, esqueletos humanos e  pinturas rupestres. No sítio Toca do Boqueirão da Pedra Furada, 63 datações por carbono-14 (C-14) permitiram o estabelecimento de uma coluna cronoestratigráfica que vai de 59.000 até 5.000 anos AP. Numerosas pinturas rupestres se encontram na área. Ocre vermelho utilizado para desenhar nas rochas foi encontrado em camadas com datações de entre 17.000 e 25.000 anos AP. Recentes trabalhos no pedestal do Boqueirão da Pedra Furada e no local ao ar livre próximo do Vale da Pedra Furada têm produzido mais evidências para a ocupação humana que se estende por mais de 20.000 anos, argumento é apoiado por uma série de datações por C-14 e OSL (luminescência estimulada opticamente), e pelo análise técnica do conjunto de ferramentas de pedra.
No abrigo rochoso da Toca da Tira Peia os resultados trazem novas evidências de uma presença humana no Nordeste do Brasil já em 20.000 a.C. As idades obtidas, pela técnica de luminescência estimulada opticamente, variam de 22.000 a 3.500 anos antes do presente.
Enormes oficinas líticas onde os homens obtinham a matéria prima e a lascavam para fabricar ferramentas foram encontradas na região norte em 2002. Em uma delas, milhares de vestígios líticos estavam no solo sobre uma superfície de aproximadamente 25.000 m2. Ao longo de 14 trilhas e 64 sítios arqueológicos abertos à visitação, encontramos tesouros, como os pedaços de cerâmicas mais antigos das Américas, de 8.960 anos, descobertos na Toca do Sítio do Meio.

## Patrimônio

### Cultural

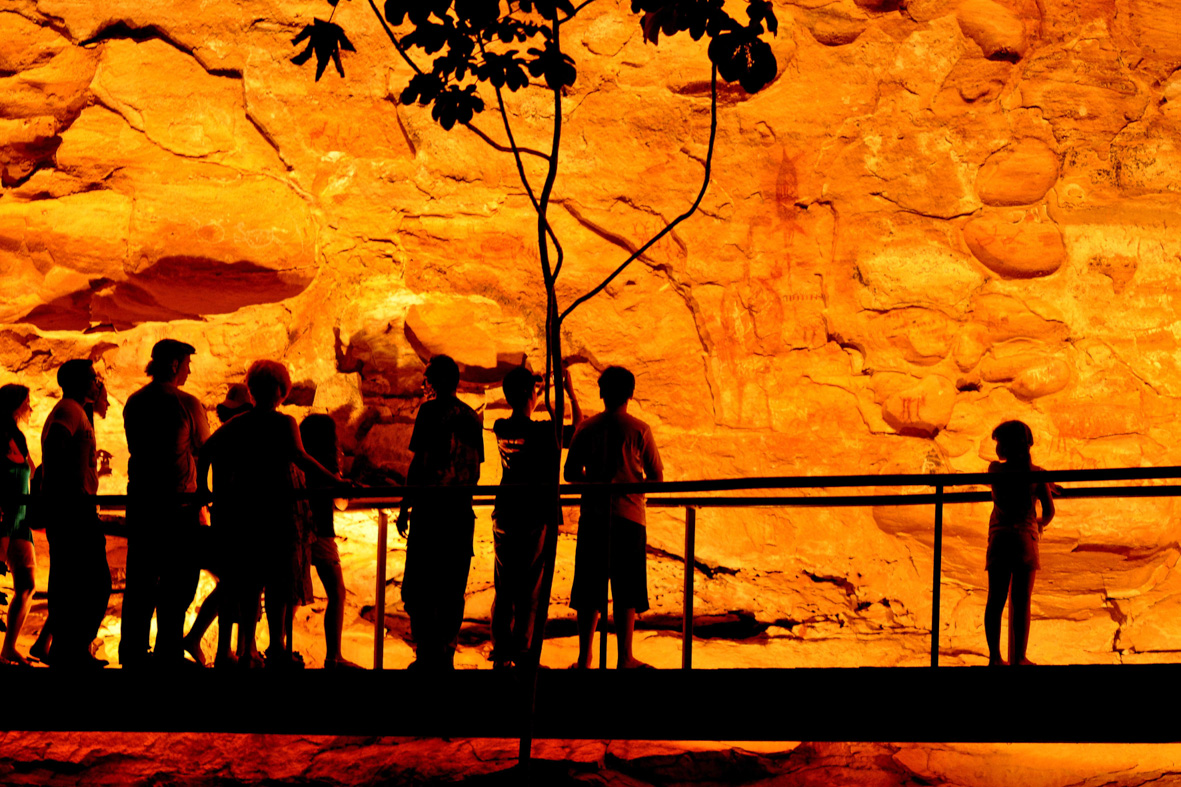
Turistas observando as cavernas com pinturas rupestres.

As pinturas rupestres são a manifestação mais abundante, notável e espetacular deixada pelas populações pré-históricas que viveram na área do Parque Nacional, desde épocas muito recuadas.
Os três sítios que apresentaram as mais antigas datações obtidas na área do Parque Nacional são abrigos-sob-rocha. Um abrigo-sob-rocha forma-se pela ação da erosão que agindo na base dos paredões rochosos vai desagregando a parte baixa das paredes fazendo com que se forme, no alto, uma saliência. Esta funciona como um teto que protege do sol e da chuva o solo que fica sob o mesmo. Com o progresso da erosão, a saliência torna-se cada vez mais pronunciada até que, sob a ação da gravidade, fratura-se e desmorone.
Os homens utilizaram a parte protegida dos abrigos como casa, acampamento, local de enterramentos e suporte para a representação gráfica da sua tradição oral. Sobre os vestígios deixados por um grupo humano, a natureza depositava sedimentos que os cobriam. Novos grupos, novos vestígios, nova sedimentação. A repetição desse ciclo durante milênios forma as camadas arqueológicas, nas quais os arqueólogos encontram todos os elementos que permitem a reconstituição da vida dos povos pré-históricos.

### Natural

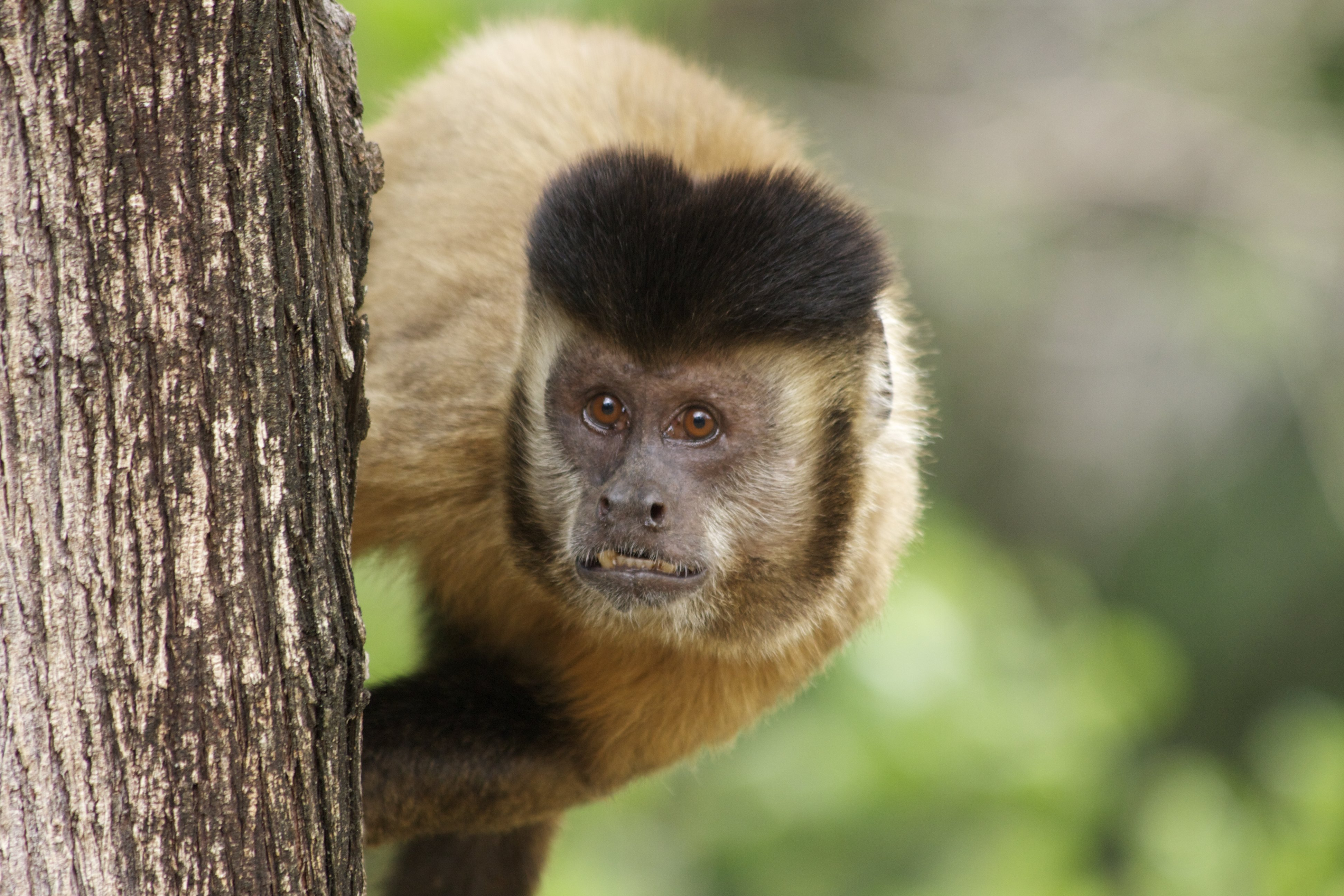
Macaco-prego (Sapajus libidinosus). Macho adulto fotografado no Parque Nacional da Serra da Capivara.

O Parque Nacional Serra da Capivara situa-se no domínio morfoclimático da Caatinga, mas possui muitas matas de transição de Cerrado no seu limite norte. A vegetação é formada por arbustos fracos, mas extremamente ramificados, com galhos curtos e duros, com aspectos de espinhos. O tronco das árvores é liso, as folhas pequenas e a folhagem é leve e deixa passar luz. A vegetação herbácea geralmente desaparece fora da estação das chuvas.
As “matas brancas” ou caatingas, como as chamavam os indígenas, são formações biogeográficas caracterizadas por plantas xeromórficas. Ocupam 650 000 km² do Nordeste do Brasil, exceto a faixa litorânea, dos quais apenas 0,1 % encontram-se preservados legalmente.[carece de fontes?] As pesquisas realizadas no parque resultaram no registro de 33 espécies de mamíferos não-voadores, 24 de morcegos, 208 espécies de aves, 19 de lagartos, 17 de serpentes e 17 de jias e sapos. No parque destaca-se o Mocó, único mamífero endêmico da Caatinga. O maior predador de toda a região do parque é a onça-pintada, que pode ultrapassar 50 kg e se alimenta de outros vertebrados que pode capturar.
O parque é também habitado pela única população conhecida de macacos-prego (Sapajus libidinosus) que habitualmente usa ferramentas de pedra e de madeira para obter alimento, além de usar esses objetos também para comunicação e ameaças. Apesar de macacos de outras populações usarem habitualmente ferramentas de pedra, geralmente eles só as usam para uma finalidade (p.ex. quebrar cocos), não tendo nenhuma outra população a variedade e complexidade dos macacos-prego da Serra da Capivara no comportamento de usar ferramentas. Estudos arqueológicos sobre o uso de pedras pelos macacos-prego do parque revelaram que esse comportamento ocorre há pelo menos 3000 anos. 

## Infraestrutura

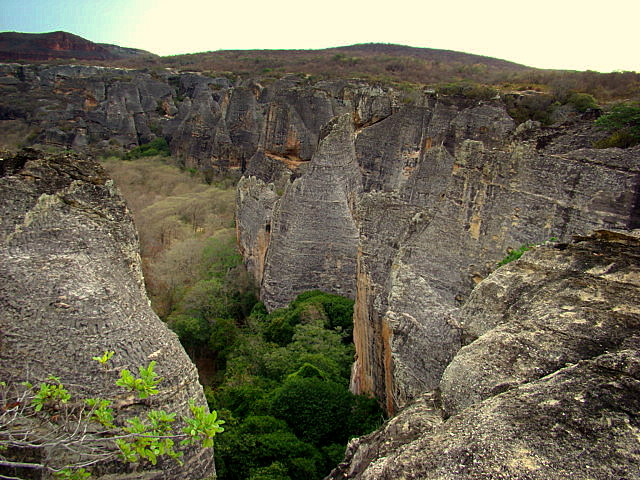
Baixão das andorinhas

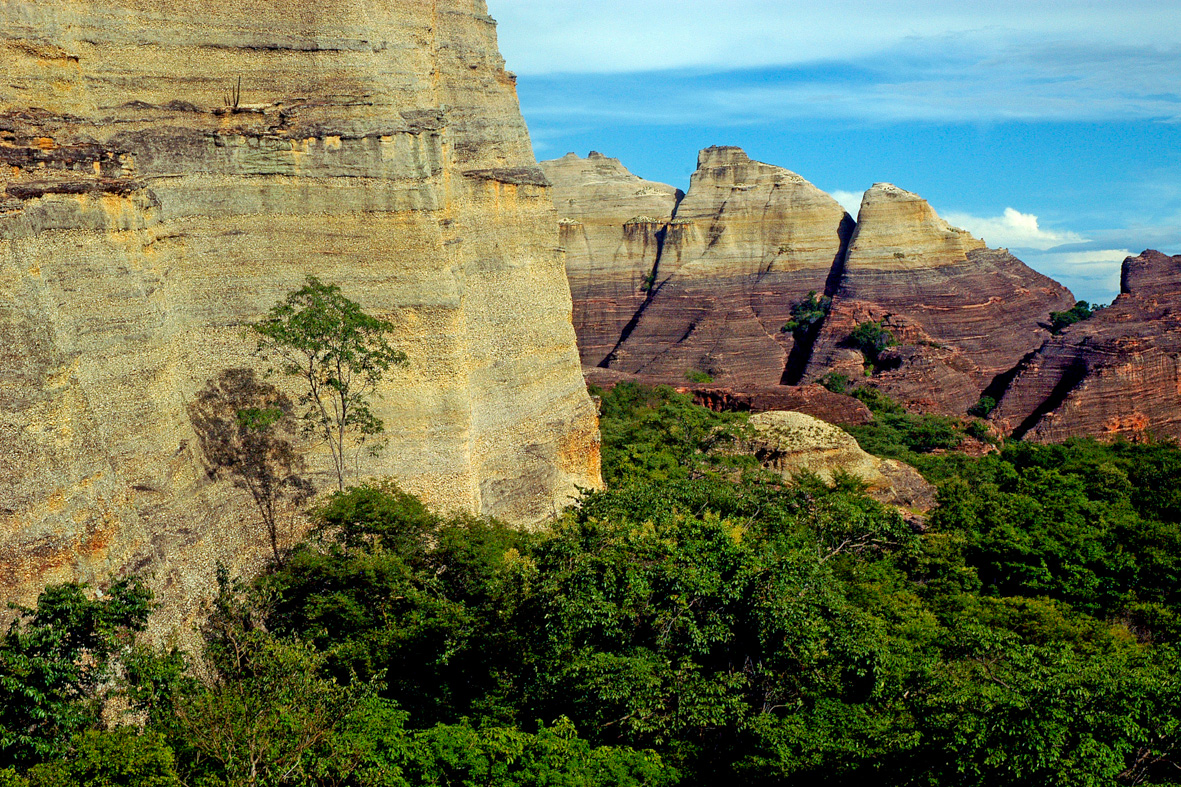
Boqueirão da Pedra Furada, na Serra da Capivara.

A Fundação Museu do Homem Americano, ao elaborar o Plano de Manejo do Parque, estabeleceu uma política de proteção que inclui a integração da população circunvizinha do parque às ações de preservação. Implantou um projeto de desenvolvimento econômico e social que visa educar e preparar as comunidades para que possam participar do mercado de trabalho que o parque está criando na região: obras de infraestrutura, manejo e turismo ecológico e cultural. As condições essenciais para a proteção do parque são a erradicação da miséria e da fome e a criação de novas formas de trabalho alternativo. O Plano de Manejo considera a população atual como um dos elementos dos ecossistemas a serem preservados e propõe que o Parque Nacional seja o motor de criação de recursos econômicos, em uma área onde a seca impiedosa limita a agricultura e a criação.
Em agosto de 2016, a Fundação Museu do Homem Americano, co-gestora do parque, encerrou suas atividades por falta de verbas. Por algumas semanas as atividades de manutenção e monitoramento foram suspensas, com as visitas turísticas ocorrendo sem cobrança. Em janeiro de 2017, no entanto, a FUMDHAM renovou seu acordo de gestão compartilhada com o Ministério da Cultura, o Instituto Chico Mendes de Conservação da Biodiversidade e o Instituto do Patrimônio Histórico e Artístico Nacional, garantindo assim, teoricamente, as verbas e suporte legal para a gestão do parque.

### Museu da Natureza
Em 18 de dezembro de 2018 foi inaugurado, dentro do parque, o Museu da Natureza, uma moderna estrutura com apoio do Banco Nacional de Desenvolvimento Econômico e Social e do Ministério da Cultura, sob idealização de Niède Guidon em 2002, que doou uma premiação pessoal para ajudar no custeio das obras.
A sede do museu é o primeiro edifício circular e em espiral todo planejado com estrutura metálica no Brasil, sendo que os 12 ambientes do museu formam uma grande rampa helicoidal – como o tronco do mandacaru –, para representar, no sentido ascendente, a evolução das mudanças geológicas e paleontológicas do planeta. O objetivo disso é abranger, sob um ponto de vista cosmológico, todas as eras existentes, com foco nas espécies que já habitaram a região: de trilobitas a tigres-dentes-de-sabre.

### Museu do Homem Americano

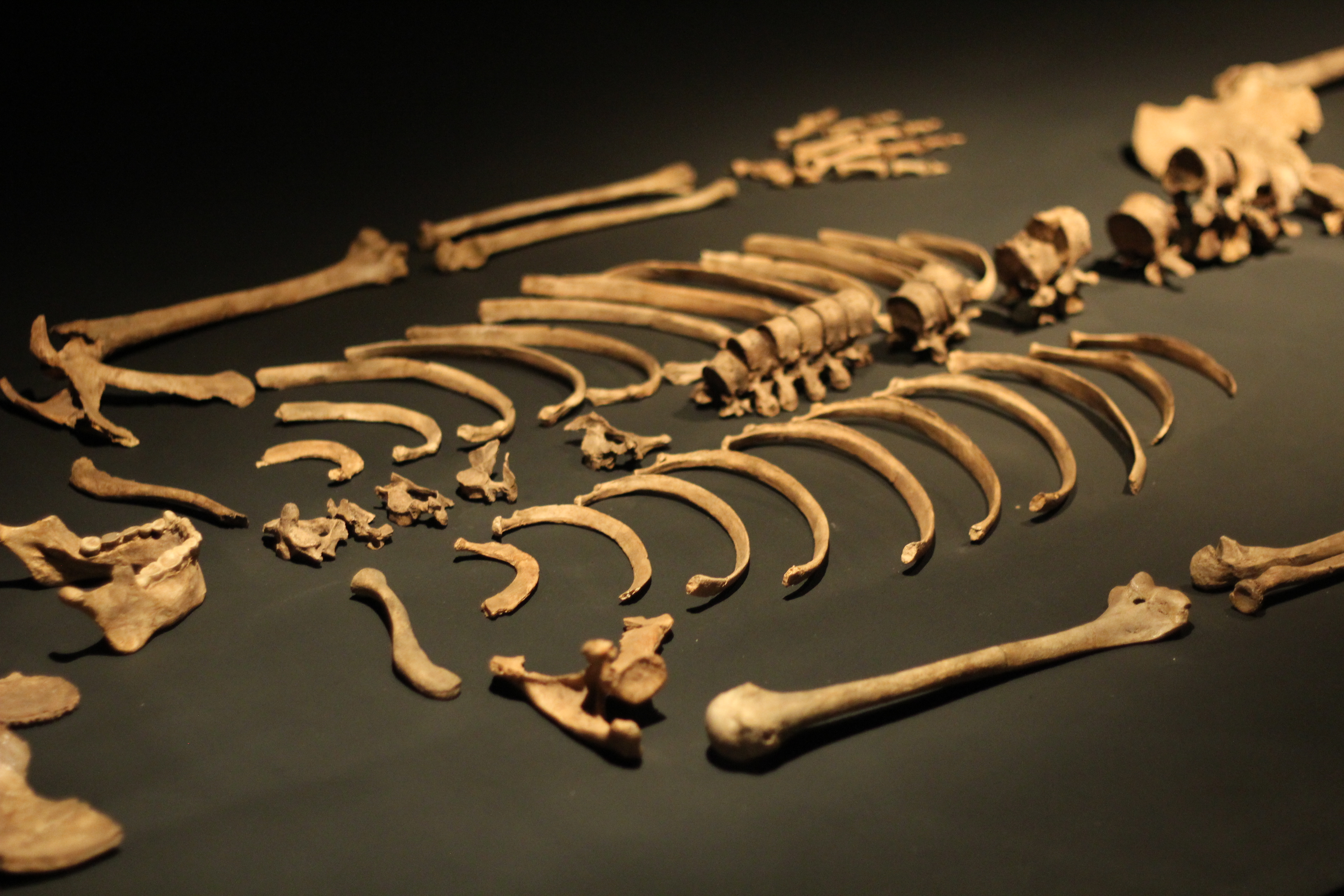
Esqueleto em exposição no Museu do Homem Americano.

O Museu do Homem Americano está localizado no município de São Raimundo Nonato. Ele fica dentro da sede da FUMDHAM, que é a responsável pelo museu e que foi criada a partir de uma cooperação entre cientistas brasileiros e franceses que trabalham nessa região desde o ano de 1973.
No início de 2017 o Museu do Homem Americano passou a ser de responsabilidade do comitê permanente de acompanhamento e gestão do Parque Nacional da Serra da Capivara, um modelo de gerenciamento compartilhado instituído pelo governo do estado do Piauí e pelo Ministério da Cultura.

### Turismo

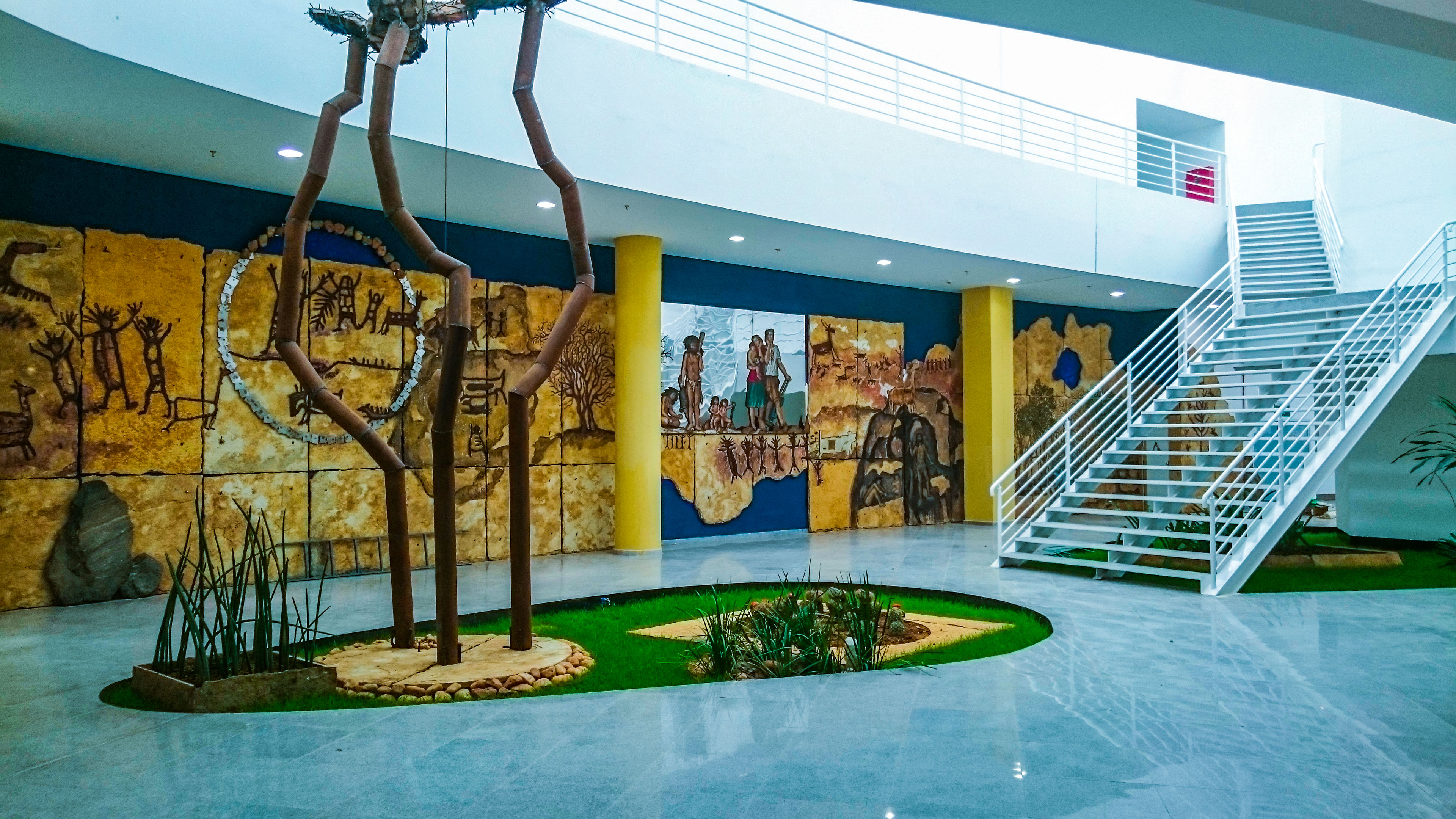
Interior do Aeroporto de São Raimundo Nonato.

O maior atrativo do Parque é a densidade e diversidade de sítios arqueológicos portadores de pinturas e gravuras rupestres pré-históricas. É um verdadeiro Parque Arqueológico com um patrimônio cultural de tal riqueza que determinou sua inclusão na Lista do Patrimônio Mundial pela UNESCO.
Durante milênios as paredes dos sítios foram pintadas e gravadas por grupos humanos com diferentes características culturais que se refletem nas escolhas gráficas que aparecem nos sítios. O visitante pode hoje observar um produto gráfico final que foi realizado gradativamente e que pela sua narratividade evoca fatos da vida cotidiana e cerimonial da vida em épocas pré-históricas.
A esse interesse antropológico se soma uma rara beleza e qualidade artística das obras que apesar de traços similares às pinturas pré-históricas das cavernas da França e da Espanha, abrigos sob rocha da Austrália, apresenta um perfil típico, único na região do Nordeste do Brasil.